# Digital Photo Professional
Digital Photo Professional(以下DPPと略す。)は、キヤノン製デジタルカメラに付属するRAW画像を処理するソフトウェアである。
DPPはRAWフォーマットだけでなく、JPEGフォーマット、TIFFフォーマットの処理も可能である。

## 沿革
2004年に発売されたプロ向けデジタル一眼レフカメラEOS-1D Mark IIに同梱されたのが最初のバージョンである。その後、中級機のEOS 20Dや初級機のEOS Kiss デジタル Nにも同梱されるようになる。2005年発売のEOS 5Dに同梱されたVer 2.0からはピクチャースタイルにも対応した。現在では特定の機種のみ対応のバージョン4系列とその他の機種対応のバージョン3が同時展開しており、バージョン4の対応機種は徐々に増えている状態である。

## 機能
キヤノン製のデジタルカメラに記録されたRAW、JPEGフォーマットデータの閲覧と、RAWフォーマットデータの色温度、明るさなどの処理や各種補正、キヤノン製レンズを使用した際にはレンズの歪曲などの修正、フォーマット変換や処理済データのプリントを一連のワークフローとして処理できるソフトウェアとなっており、データ入力、現像処理、プリントまで一貫して行えるため、初心者からプロフェッショナルまで広範囲に使用が可能である。

## 頒布形態
カメラメーカーが作った無償に近い形で配布されているソフトウェアである。
ただしバージョン4のダウンロードには対応機種のシリアル番号の入力が必要となっている。